# Arnulfo "Coyolito" Montoya
Arnulfo Didier de los Ángeles Montoya Aguilar (La Unión, Cartago; 13 de julio de 1941-Costa Rica, 19 de septiembre de 2023) fue un futbolista costarricense.
Disputó 202 partidos en total de su carrera con una anotación, vistió los colores únicamente del Deportivo Saprissa entre los años 1961 a 1971, obteniendo seis títulos de la máxima categoría costarricense, dos títulos del Torneo de Copa, un título de Campeón de Campeones y la obtención del título internacional del Torneo Centroamericano de la Concacaf.

## Clubes
| Club               | País       | Año       |
| ------------------ | ---------- | --------- |
| Deportivo Saprissa | Costa Rica | 1961-1971 |

## Palmarés

### Títulos nacionales
| Título                         | Club               | País       | Año  |
| ------------------------------ | ------------------ | ---------- | ---- |
| Torneo de Copa de Costa Rica   | Deportivo Saprissa | Costa Rica | 1960 |
| Primera División de Costa Rica | Deportivo Saprissa | Costa Rica | 1962 |
| Torneo de Copa de Costa Rica   | Deportivo Saprissa | Costa Rica | 1963 |
| Campeón de Campeones           | Deportivo Saprissa | Costa Rica | 1963 |
| Primera División de Costa Rica | Deportivo Saprissa | Costa Rica | 1964 |
| Primera División de Costa Rica | Deportivo Saprissa | Costa Rica | 1965 |
| Primera División de Costa Rica | Deportivo Saprissa | Costa Rica | 1967 |
| Primera División de Costa Rica | Deportivo Saprissa | Costa Rica | 1968 |
| Primera División de Costa Rica | Deportivo Saprissa | Costa Rica | 1969 |

### Títulos internacionales
| Título                                | Club               | Sede     | Año  |
| ------------------------------------- | ------------------ | -------- | ---- |
| Torneo Centroamericano de la Concacaf | Deportivo Saprissa | San José | 1965 |